# Język rahambuu
Język rahambuu, także: lellewau (lellewao), wiau, mekongga – język austronezyjski używany w prowincji Celebes Południowo-Wschodni w Indonezji. Według danych z 1999 roku mówi nim 5 tys. osób.
Jego użytkownicy zamieszkują fragment zachodniego wybrzeża prowincji (kecamatan Pakue, kabupaten Kolaka Utara). Nie odnotowano istnienia dialektów, lecz występują drobne różnice lokalne. Istnieją różne miejscowe określenia na ten język, przy czym często używana nazwa „mekongga” odnosi się także do jednego z dialektów języka tolaki.
Potencjalnie zagrożony wymarciem. Dziś większość populacji regionu stanowią migranci z południowego Sulawesi, m.in. Bugisi. W użyciu jest także język bugijski, oprócz tego występuje presja ze strony języka narodowego. Stopień jego użycia różni się w zależności od grupy wiekowej i miejscowości. W niektórych wsiach posługują się nim wyłącznie osoby dorosłe.
Jest blisko spokrewniony z językiem tolaki.